# Oplemenjena jezersko-solčavska ovca
Oplemenjena jezersko-solčavska ovca je slovenska avtohtona pasma ovc.